# Dehydrocorybulbina
Dehydrocorybulbina (DHCB) es un alcaloide aislado de Corydalis yanhusuo. Dehydrocorybulbina se une al receptor D1 de dopamina.
La investigación ha indicado que DHCB puede ser útil para reducir el dolor neuropático.